# Halcampa anomala
Halcampa anomala is een zeeanemonensoort uit de familie Halcampidae.
Halcampa anomala is voor het eerst wetenschappelijk beschreven door Verrill in 1922.